# 1734 au Canada
Pour un article plus général, voir Chronologie du Canada.
Cet article traite des événements qui se sont produits durant l'année 1734 au Canada.

## Événements

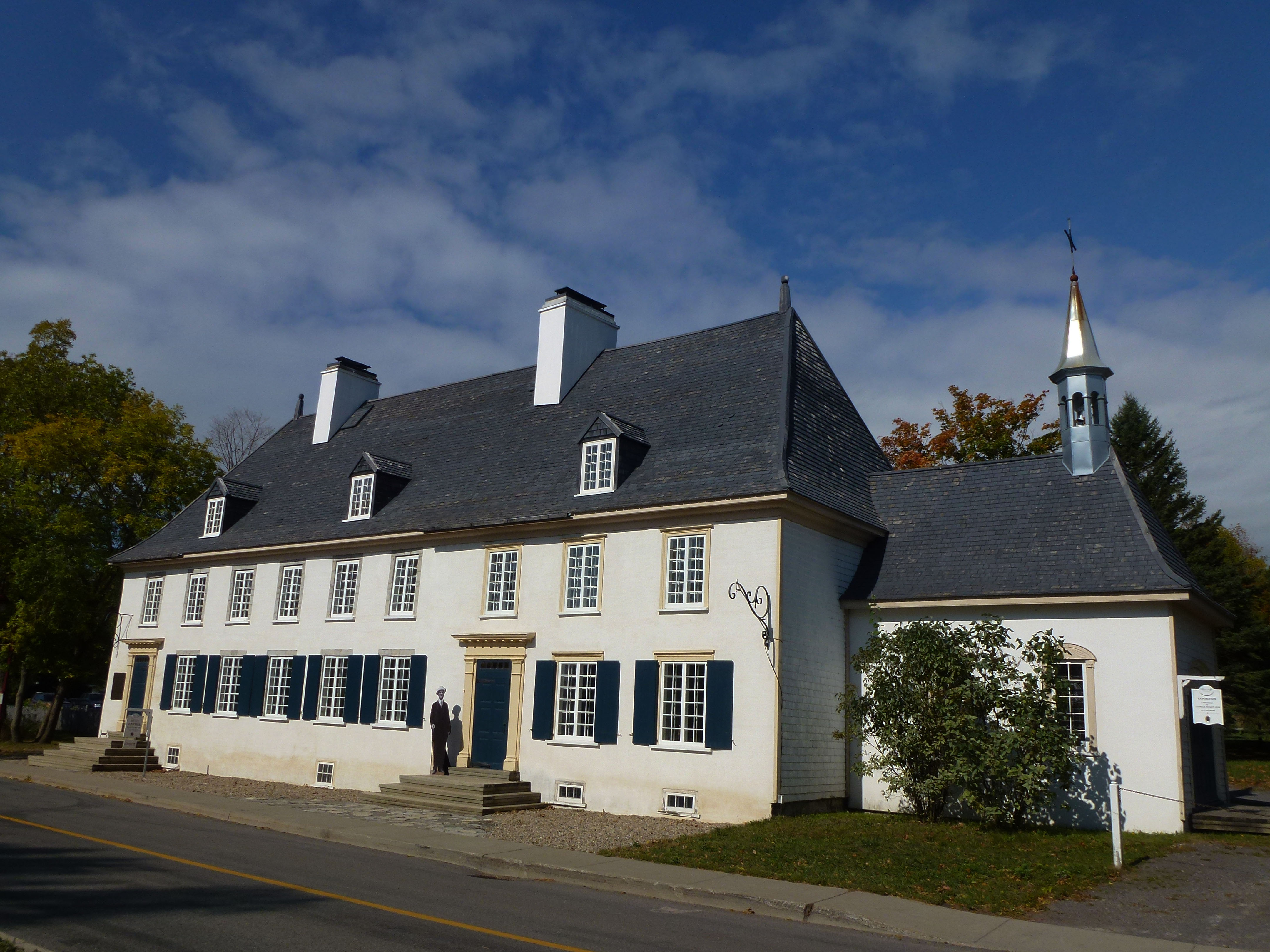
Manoir Mauvide-Genest à l'Île d'Orléans construit en 1734.

- 10 avril : incendie de la ville de Montréal, Québec. Une esclave noire, Marie-Josèphe-Angélique, est accusée et exécuté le 21 juin[1].
- 21 avril : concession de la Seigneurie de la Nouvelle-Longueuil à Paul-Joseph Le Moyne de Longueuil[2].
- 18 juin : La Vérendrye envoie ses hommes construire le premier Fort Maurepas, près de la Rivière Rouge[3].
- 5 août : inauguration du Chemin du Roy première grande route carrossable de la Nouvelle-France par le grand voyer Eustache Lanouiller de Boisclerc. La construction est officiellement achevée en 1737[4].
- 8 août : Pierre-Herman Dosquet devient évêque de Québec[5].
- septembre : le gouverneur Beauharnois envoie le chef des Renards, Kiala en esclavage à la Martinique[6].

- Recensement de Louisbourg indique 1 116 habitants[7].

## Naissances
- 10 janvier : Fleury Mesplet, imprimeur († 24 janvier 1794).
- 8 avril : Antoine-Nicolas Dandasne-Danseville, seigneur au Canada et gouverneur de Saint-Pierre-et-Miquelon.
- 23 juin : Maurice-Régis Blondeau, commerçant de fourrure († 13 juillet 1809).
- 9 juillet : Pierre Passerat de La Chapelle, militaire († 1805).
- 3 novembre : Antoine-Charles de Saint-Simon, officier militaire († 8 juin 1785).
- Henry Hamilton, administrateur britannique († 29 septembre 1796).

## Décès

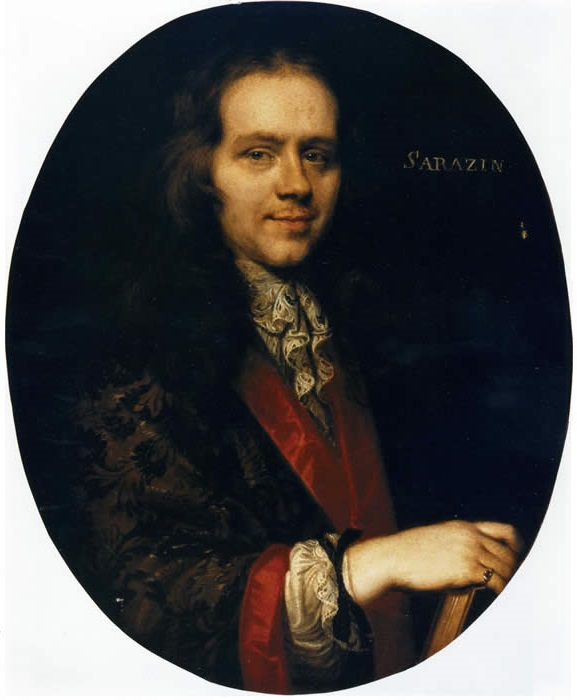
Michel Sarrazin

- 21 juin : Marie-Josèphe-Angélique, esclave accusée d'avoir provoqué l'incendie de Montréal (° 1710).
- 8 septembre : Michel Sarrazin, scientifique (° 5 septembre 1659).
- 12 septembre : Joseph Le Moyne de Sérigny, commandant militaire (° 22 juillet 1668).
- Étienne de Veniard, sieur de Bourgmont, explorateur (° avril 1679).

## Article Connexe
- 1734 en France